# Championnat des Pays-Bas de hockey sur glace
Pour les articles homonymes, voir North Sea Cup.
L'Eredivisie est la plus haute ligue de hockey sur glace aux Pays-Bas. Depuis l'arrivée d'équipes belges dans la ligue pour la saison 2010-2011, la ligue est connue sous le nom de Coupe de la Mer du Nord ou North Sea Cup.
L'Eredivisie a été formé après la Seconde Guerre mondiale, par les équipes d'Amsterdam, de La Haye et de Tilburg. De 1950 à 1964 le championnat a été suspendu. Au cours des années le nombre des équipes a oscillé entre 3 et 10.
Le 2e niveau du hockey sur glace aux Pays-Bas, la Eerste Divisie première division étant une ligue amateur, il n'y a pas de promotion-relégation. Les équipes sont parfois poussées à la relégation pour des raisons financières.

## Format
Pour la saison 2012/2013, le championnat néerlandais se déroule sous la forme d'une coupe à élimination direct. Précédemment les clubs amateurs de l'Eerste divisie (Première division) s'affronte dans une poule unique de qualification. Les trois meilleures équipes participent à l'Eredivisie avec les clubs professionnels.

## Équipes engagées (2018-2019)
| Club                          | Ville      | Province                | Patinoire                  |
| ----------------------------- | ---------- | ----------------------- | -------------------------- |
| HYS La Haye                   | La Haye    | Hollande-Méridionale    | De Uithof                  |
| Ahoud Devils                  | Nimègue    | Gueldre                 | Triavium                   |
| Amstel Tijgers                | Amsterdam  | Hollande-Septentrionale | Jaap Edenhal               |
| Hotwings Panters              | Zoetermeer | Hollande-Méridionale    | Silverdome                 |
| LACO Eaters Limburg           | Geleen     | Province de Limbourg    | IJshal Glanerbrook         |
| Tilburg Trappers Toekomstteam | Tilburg    | Brabant-Septentrional   | Stappegoor IJssportcentrum |
| UNIS Flyers                   | Heerenveen | Frise                   | Thialf                     |

## Palmarès
| Saison    | Champion                       | Équipes |
| --------- | ------------------------------ | ------- |
| 1945-1946 | H.H.IJ.C. Den Haag             | 3       |
| 1946-1947 | T.IJ.S.C. Tilburg              | 3       |
| 1947-1948 | H.H.IJ.C. Den Haag             | 4       |
| 1948-1949 | Pas de championnat             |         |
| 1949-1950 | IJsvogels Amsterdam            | 3       |
| 1950-1964 | Pas de championnat             |         |
| 1964-1965 | H.IJ.S. Hoky La Haye           | 5       |
| 1965-1966 | H.IJ.S. Hoky La Haye           | 5       |
| 1966-1967 | H.IJ.S. Hoky La Haye           | 5       |
| 1967-1968 | H.IJ.S. Hoky La Haye           | 5       |
| 1968-1969 | H.IJ.S. Hoky La Haye           | 3       |
| 1969-1970 | S.IJ. Den Bosch                | 4       |
| 1970-1971 | Tilburg Trappers               | 5       |
| 1971-1972 | Tilburg Trappers               | 10      |
| 1972-1973 | Tilburg Trappers               | 7       |
| 1973-1974 | Tilburg Trappers               | 6       |
| 1974-1975 | Tilburg Trappers               | 6       |
| 1975-1976 | Tilburg Trappers               | 8       |
| 1976-1977 | Feenstra Verwarming Heerenveen | 7       |
| 1977-1978 | Feenstra Verwarming Heerenveen | 6       |
| 1978-1979 | Feenstra Flyers Heerenveen     | 10      |
| 1979-1980 | Feenstra Flyers Heerenveen     | 10      |
| 1980-1981 | Feenstra Flyers Heerenveen     | 9       |
| 1981-1982 | Feenstra Flyers Heerenveen     | 8       |
| 1982-1983 | Feenstra Flyers Heerenveen     | 8       |
| 1983-1984 | Vissers Nijmegen               | 8       |
| 1984-1985 | Deko Builders Amsterdam        | 10      |
| 1985-1986 | Lada GIJS Groningen            | 9       |
| 1986-1987 | IJ.H.C. Rotterdam Panda's      | 8       |
| 1987-1988 | Spitman Nijmegen               | 8       |
| 1988-1989 | Gunco Panda's Rotterdam        | 8       |
| 1989-1990 | Gunco Panda's Rotterdam        | 8       |
| 1990-1991 | Peter Langhout Reizen Utrecht  | 7       |
| 1991-1992 | Pro Badge Utrecht              | 6       |
| 1992-1993 | Flame Guards Nijmegen          | 7       |
| 1993-1994 | Couwenberg Trappers Tilburg    | 10      |
| 1994-1995 | Couwenberg Trappers Tilburg    | 7       |
| 1995-1996 | CVT Keuken Trappers Tilburg    | 6       |
| 1996-1997 | Fulda Tigers Nijmegen          | 8       |
| 1997-1998 | Van Heumen Tigers Nijmegen     | 7       |
| 1998-1999 | Agio Huys Tigers Nijmegen      | 6       |
| 1999-2000 | Agio Huys Tigers Nijmegen      | 7       |
| 2000-2001 | Diamant Trappers Tilburg       | 6       |
| 2001-2002 | Boretti Tigers Amsterdam       | 5       |
| 2002-2003 | Boretti Tigers Amsterdam       | 5       |
| 2003-2004 | Amsterdam Bulldogs             | 4       |
| 2004-2005 | Amsterdam Bulldogs             | 6       |
| 2005-2006 | Hatulek Nijmegen Emperors      | 6       |
| 2006-2007 | Tilburg Trappers               | 6       |
| 2007-2008 | Tilburg Trappers               | 7       |
| 2008-2009 | HYS La Haye                    | 9       |
| 2009-2010 | Romijnders Devils Nijmegen     | 9       |
| 2010-2011 | HYS La Haye                    | 8       |
| 2011-2012 | Smoke Eaters Geleen            | 9       |
| 2012-2013 | HYS La Haye                    | 7       |
| 2013-2014 | Tilburg Trappers               | 7       |
| 2014-2015 | Tilburg Trappers               |         |
| 2015-2016 | Unis Flyers Heerenveen         |         |
| 2016-2017 | Unis Flyers Heerenveen         |         |
| 2017-2018 | Hijs Hokij La Haye             |         |
| 2018-2019 | Nijmegen Devils                |         |